# Hueitapalan

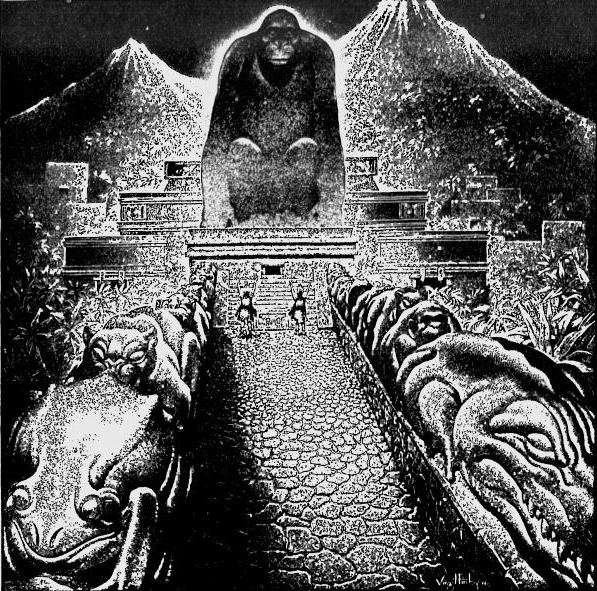
Ілюстрація Вергіл Фінлей для Американського щотижневика, що представляє храм у Морді 'Загублене місто бога мавпи'.

Hueitapalan, Біле Місто, La Ciudad Blanca є легендарним містом у Центральній Америці.
Дослідницька група Крістофера Фішера з Університету штату Колорадо виявила в 2012 році повітряну археологію поселення тропічного лісу в регіоні Ла-Москітія на Міскітокусте в Гондурасі, яке вони ідентифікують з цим містом. Знайдено залишки площ, земляних валів і піраміди. Знахідки датуються від 1000 до 1400 року н.е. Поблизу руїн напівлегендарного поселення La Ciudad Blanca вчені виявили унікальну екосистему з десятками видів рідкісних тварин і декількома новими.

## Інтернет-ресурси
- Neue Entdeckungen in der geheimnisvollen Stadt des Jaguar [Архівовано 24 червня 2019 у Wayback Machine.] auf National Geographic (abgerufen am 17. Februar 2016) (englisch)
- Aerial oblique photo of the north section of the “Curcitas de Aner” archaeological site.
- Aerial oblique photo of an archaeological site along the Pao River with architecture representative of other sites in the Mosquita region of Honduras.